# Gubernia moskiewska

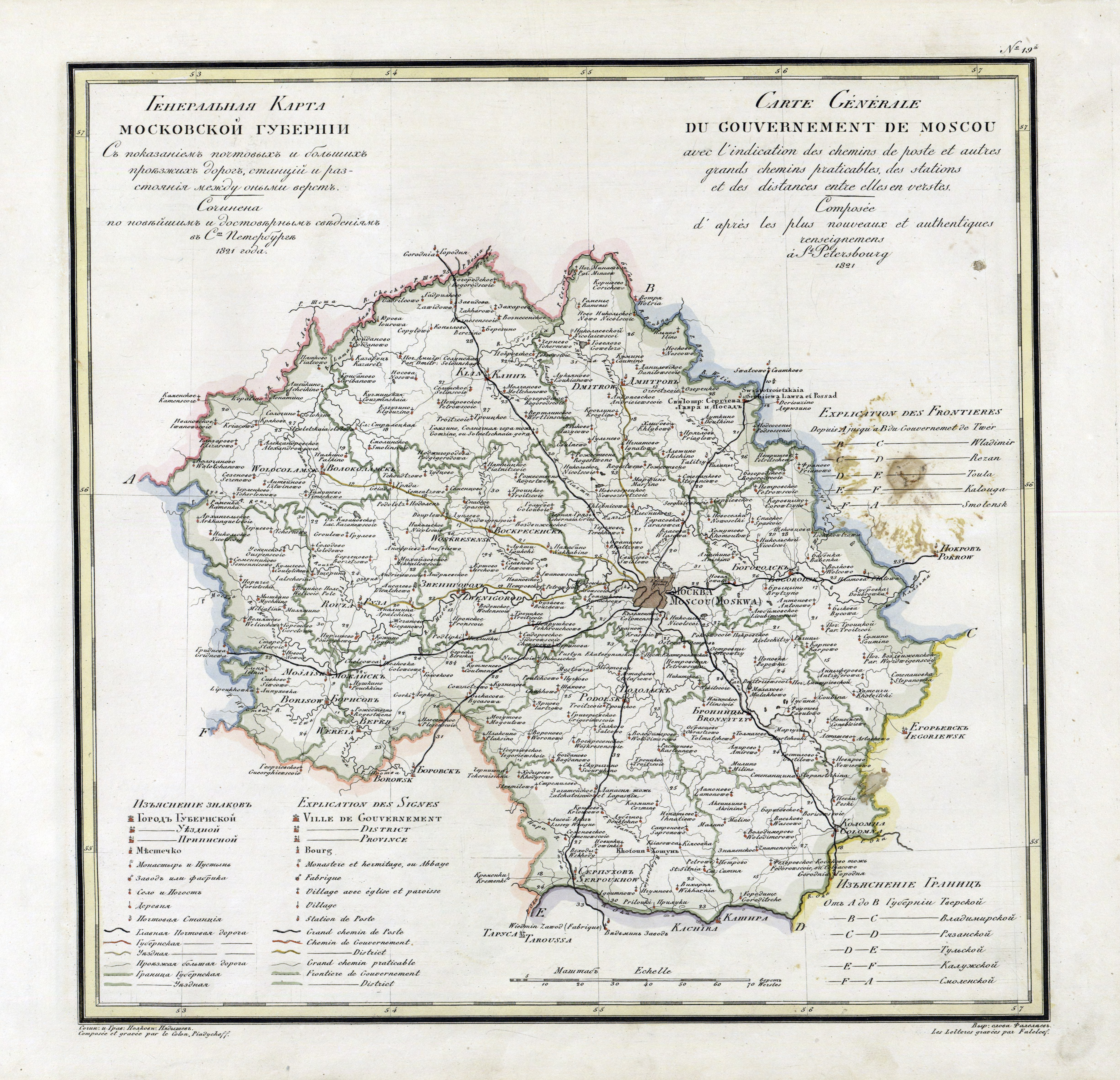
Gubernia moskiewska 1821

Gubernia moskiewska (ros. Московская губерния) – historyczna jednostka administracyjna Imperium Rosyjskiego i RFSRR, gubernia ze stolicą w  Moskwie, obejmująca tereny w centrum Rosji europejskiej.
Utworzona przez Piotra I jako jedna z ośmiu guberni, na które podzielono państwo rosyjskie w 1708 roku  (archangielska, azowska, ingermanlandzka, kazańska, kijowska, moskiewska, smoleńska, syberyjska). Na czele guberni stał gubernator.
W związku ze zmianami w podziale terytorialnym Rosji kilkakrotnie zmieniały się granice i powierzchnia guberni moskiewskiej  – już w 1713 powiększono ją o część zlikwidowanej wtedy guberni smoleńskiej. W 1708 roku powierzchnia wynosiła 128 600 km², w 1905 roku 33 271 km². Gubernia graniczyła od północy i północnego zachodu z gubernią twerską, od północnego wschodu i wschodu z gubernią włodzimierską, od południowego wschodu z gubernią riazańską, od południa z gubernią tulską i kałuską, od zachodu z gubernią smoleńską.
Zlikwidowana w 1929 roku.

## Podział w czasach imperium

### Okres podziału na prowincje
W czasach Piotra I gubernie dzieliły się na prowincje (z wojewodami na czele), a prowincje na dystrykty (z komisarzami ziemskimi), w miastach wprowadzono magistraty o kompetencjach sądowych i administracyjnych. 

Od 1719 roku gubernia moskiewska dzieliła się na 9 prowincji:
1. moskiewską,
2. juriewsko-polską,
3. kałuską,
4. kostromską,
5. perejasławsko-riazańską,
6. perejasławsko-zaleską,
7. suzdalską,
8. tulską,
9. włodzimierską

- w 1727 r. do guberni moskiewskiej włączono dwie prowincje z guberni petersburskiej:

1. jarosławlską,
2. uglicką

- w 1775 r. dwa ujezdy guberni moskiewskiej włączono do namiestnictwa twerskiego, zachodnia część guberni weszła w skład namiestnictwa smoleńskiego (wraz z gubernią smoleńską i częścią guberni biełgorodzkiej), w 1776 trzy ujezdy włączono do namiestnictwa kałuskiego, w 1777 jeden ujezd do namiestnictwa tulskiego, północna część guberni weszła w skład namiestnictwa jarosławskiego, w 1778 z guberni moskiewskiej wydzielono namiestnictwa: riazańskie, kostromskie, włodzimierskie.

### Okres podziału na ujezdy
Od 1781 roku zreorganizowana gubernia moskiewska (w granicach dawnej prowincji moskiewskiej) dzieliła się na ujezdy, na czele których stali isprawnicy wybierani przez szlachtę.
W skład guberni wchodziło 13 ujezdów: 
1. moskiewski,
2. bogorodski (zlikwidowany w 1796, przywrócony 1802),
3. bronnicki (zlikwidowany w 1796, przywrócony 1802),
4. dmitrowski,
5. kołomneński,
6. klineński,
7. możajski,
8. podolski (zlikwidowany w 1796, przywrócony 1802),
9. ruzański,
10. sierpuchowski,
11. wierejski,
12. wołokołamski,
13. zwienigorodzki.

## Oświata
Według spisu z 1897 roku, w guberni umiejętność czytania i pisania posiadało 49% ludności powyżej 9 roku życia.

## Po rewolucji

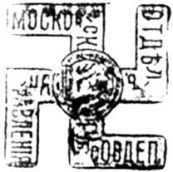
Pieczęć Moskiewskiej Gubernialnej Rady Deputowanych RFSRR

### Radziecka gubernia moskiewska
Po rewolucji październikowej w nowym państwie radzieckim początkowo zachowano dawne carskie gubernie, w granicach których były wprowadzane zmiany administracyjne 
- w ramach guberni moskiewskiej powstały nowe ujezdy:

1. siergijewski (1919 rok),
2. oriechowsko-zujewski (1921),
3. woskriesieński (1921),
4. leninski (1922)

- w 1921 r. zlikwidowane zostały ujezdy: wierejski i ruzański
- w 1923 r. do guberni moskiewskiej przyłączono ujezdy:

1. jegoriewski (z guberni riazańskiej),
2. kaszyrski (z guberni tulskiej)

- w 1926 r. stolicę ujezdu bronnickiego przeniesiono z miasta Bronnicy do Ramienskoje.

W 1926 r. gubernia moskiewska obejmowała 17 ujezdów, a jej powierzchnia wynosiła 44.569 km.kw. 

### Likwidacja
Gubernia moskiewska została zlikwidowana w styczniu 1929 r., kiedy na mocy postanowienia Prezydium WCIK o pełnej likwidacji guberni został utworzony „centralny obwód przemysłowy” (ros. Центрально-Промышленная область) na który złożyły się likwidowane jednostki: gubernia moskiewska, gubernia riazańska, gubernia tulska, gubernia twerska oraz częściowo gubernia kałuska i gubernia włodzimierska. Po kilku miesiącach istnienia centralnego obwodu przemysłowego, na początku czerwca 1929 nazwa tej nowej jednostki administracyjnej została zmieniona na „obwód moskiewski”.